# Zodarion italicum
Het Zodarion italicum (tên tiếng Anh: oranje mierenetertje) là một loài nhện trong họ Zodariidae.
Loài này thuộc chi Zodarion. Zodarion italicum được Canestrini miêu tả năm 1868.